# Туенджай Дітес
Туенджай Дітес (тай. เตือนใจ ดีเทศน์, RTGS: Tueanchai Dithet; народилася 8 квітня 1952 року), колишня Туенджай Кунджара на Аюдхья (тай. เตือนใจ กุญชร ณ อยุธยา, RTGS: Tueanchai Kunchon Na Ayutthaya), (Таїланд) — відома тайська екологічна активістка, що потрапила до почесного списку Global 500 у 1992 році і була нагороджена екологічною премією Goldman у 1994 році. Від початку 1970-х років Дітес працювала з тайськими гірськими племенами. У 1986 році вона була співзасновницею Фонду розвитку району пагорбів. Вона була комісаром Комісії з прав людини, поки не пішла у відставку в липні 2019 року.